# New Yorker Volkszeitung
De New Yorker Volkszeitung was een Duitstalige krant uit New York. 
De krant begon als dagblad in 1878 en richtte zich op het arbeidersmilieu. In oktober 1932, tijdens de Grote Depressie, moest de krant gedwongen de deuren sluiten. Twee maanden na de sluiting werd met de Neue Volkszeitung een opvolger opgericht.